# Hammers Over the Anvil
Hammers Over the Anvil (br: Livre) é um filme dramático de 1991, estrelado por Russell Crowe e Charlotte Rampling, e dirigido por Ann Turner. O roteiro escrito por Peter Hepworth e Ann Turner foi baseado no romance homônimo de Alan Marshall.

## Sinopse
Hammers Over the Anvil se passa no início do século XX, centrando-se na história do jovem Alan Marshall e das pessoas de sua cidade. O jovem tem que lidar com a difícil fase da adolescência, ao mesmo tempo em que cresce uma atração entre East, um outro jovem da cidade, e Grace McAlister, uma inglesa que se mudou para a cidade com seu marido.

## Elenco
- Charlotte Rampling .... Grace McAlister
- Russell Crowe .... East Driscoll
- Frank Holden .... Bushman
- Amanda Douge .... Nellie Bolster
- Frank Gallacher .... Sr. Thomas
- John Rafter Lee .... Charles McAlister
- Daphne Grey .... Sra. Herbert
- Alethea McGrath .... Sra. Blison
- Wayne Pygram .... Snarley Burns